# António Claro
António José Claro (Vila Real, 1863 – Porto, 11 de setembro de 1931), também conhecido simplesmente como António Claro, foi um advogado, jornalista e político português, que se destacou como participante na Revolta Republicana do Porto em 31 de janeiro de 1891, e, mais tarde, como Ministro do Interior no governo de Gomes da Costa, bem como Presidente do Conselho Superior de Finanças e também do Tribunal de Contas durante a Ditadura militar portuguesa.

## Biografia
António José Claro nasceu em Vila Real, distrito de Vila Real, em 1863, filho de Miguel José Claro. Em 1882, matriculou-se na Faculdade de Direito da Universidade de Coimbra, onde concluiu o bacharelato em Direito em 1886.
Após a sua formação, estabeleceu-se como advogado na cidade do Porto. Foi nomeado advogado de João Chagas, que era julgado por violação da lei de imprensa. Por sua vez, Chagas convidou António Claro a participar nos preparativos da revolta de 31 de janeiro de 1891, ao que este aceitou.
Com o fracasso da revolta de 1891, António Claro viu-se forçado a procurar refúgio no exílio, primeiro em Espanha e, posteriormente, no Brasil. Após regressar a Portugal, foi detido a aguardar julgamento na Relação do Porto, mas acabou por ser absolvido do seu envolvimento na tentativa de revolução.
Fez parte da Maçonaria, tendo sido iniciado em 1892 na loja União Latina, no Porto.
Após a sua absolvição, António Claro retomou a advocacia e foi eleito para o diretório do Partido Republicano no Porto. Contudo, abandonou o diretório para se dedicar ao estudo da história de Portugal, tendo publicando em 1904 o primeiro volume da obra "O Pelourinho", que abrangia o período de 1817 a 1850.
Na área do jornalismo, colaborou em vários periódicos, como "A Voz Pública", fundou os jornais "Diário da Tarde" e "O Porto", e também dirigiu o "Diário do Porto".
Após a implantação da República em 1910, António Claro integrou o grupo republicano moderado/conservador do Porto, que incluía Sampaio Bruno e Joaquim de Azevedo Albuquerque. Este grupo esteve envolvido na "Aliança Nacional", um projeto político que procurava unir o grupo do Porto com o grupo republicano radical de Lisboa, liderado por António Machado Santos. A "Aliança Nacional" lançou um "Manifesto ao eleitorado português" treze dias antes das eleições constituintes de 28 de maio de 1911. António Claro foi signatário deste manifesto e membro do Comité do Norte/Porto da "Aliança Nacional".
António Claro sentiu-se desiludido com a evolução política do país e, em 1912, exilou-se novamente no Brasil. Republicano crítico do anticlericalismo, alegou que o clima de intimidação que impedia a publicação de textos críticos à Lei da Separação tinha contribuído para a sua decisão de exílio.
Regressou ao Porto do exílio em 1921. Cinco anos depois, em 1926, foi convidado pelo General Gomes da Costa para assumir o Ministério do Interior no 2.º governo da Ditadura Militar. António Claro assumiu o cargo a 18 de junho e permaneceu nesta função até 6 de julho de 1926.
Em 6 de julho de 1926, ocorreu uma sessão tensa do Conselho de Ministros, na qual Gomes da Costa impôs ao Ministro da Justiça, Manuel Rodrigues, a alteração de um decreto sobre assuntos religiosos. Esta alteração gerou uma forte oposição por parte de Óscar Carmona, Ministro dos Negócios Estrangeiros, e de António Claro, o que levou à demissão e substituição dos dois ministros. Os restantes ministros, à exceção de Filomeno da Câmara, manifestaram solidariedade para com Carmona e Claro. O impasse resultante levou à exigência da demissão de Gomes da Costa pelos principais chefes do exército e a um novo golpe de estado militar a 9 de julho de 1926 que culminou na deposição de Gomes da Costa e na ascensão das forças lideradas por Óscar Carmona.
Após este período, a agosto de 1926, António Claro dirigiu o jornal "Portugal", um órgão "oficioso" da Ditadura, antes de a direção ser assumida pelo Tenente-Coronel Pestana de Vasconcelos.
A 28 de julho de 1926, António Claro foi nomeado Presidente do Conselho Superior de Finanças (CSF), tendo tomado posse dois dias depois, a 30 de julho. Manteve-se nestas funções até à extinção do CSF e à criação do Tribunal de Contas, a 25 de outubro de 1930, tendo sido o primeiro presidente da nova instituição.
António José Claro ocupou o cargo de Presidente do Tribunal de Contas até à sua morte, que ocorreu no Porto a 11 de setembro de 1931.

## Obra publicada
- Claro, António (1904). O Pelourinho: critica da nossa historia politica desde 1817 a 1904. Porto: Livraria depositaria de J. Figueirinhas Junior.
- Claro, António (1921). O Brazil político: a história contada no Senado, no Pão de Assucar e no Corcovado. Rio de Janeiro: Typ. do Jornal do Commercio, de Rodrigues & C.
- Claro, António (1924). Memórias de um Vencido: que são a pintura fiel, quanto possível, das minhas recordações desde 1882 a 1921. Porto: Livraria e Imprensa Civilisação - Editora.